# Skander Souayah
Skander Souayah (in arabo إسكندر السويح‎?; Sfax, 20 novembre 1972) è un ex calciatore tunisino.

## Carriera
Partecipò al Campionato mondiale di calcio 1998 con la Tunisia, andando a segno nell'ultima partita della fase a gruppi contro la Romania, terminata 1-1.
Nel 2002 la FIFA lo squalificò per 6 mesi e lo multò di 10.000 franchi svizzeri dopo essere risultato positivo a un controllo antidoping eseguito dopo l'amichevole Tunisia-Norvegia del 27 marzo 2002.

## Palmarès

### Club
- Campionato tunisino: 1

Sfaxien: 1994-1995
Espérance: 2001-2002, 2002-2003, 2003-2004
- Coppa di Tunisia: 1

Sfaxien: 1995
- Coppa CAF: 1

Sfaxien: 1998
- Champions League araba: 1

Sfaxien: 2000